# Дмитровка (Лукашовский сельский совет)
Дмитровка (укр. Дмитрівка), село, 
Лукашевский сельский совет,
Близнюковский район,
Харьковская область.
Код КОАТУУ — 6320684006. Население по переписи 2001 г. составляет 49 (20/29 м/ж) человек.

## Географическое положение
Село Дмитровка находится в 1-м км от села Лукашевка, примыкает к селу Ладное.

## История
- 1915 - дата основания.

## Экономика
- В селе есть молочно-товарная ферма.